# Willem Hendrik van den Berge

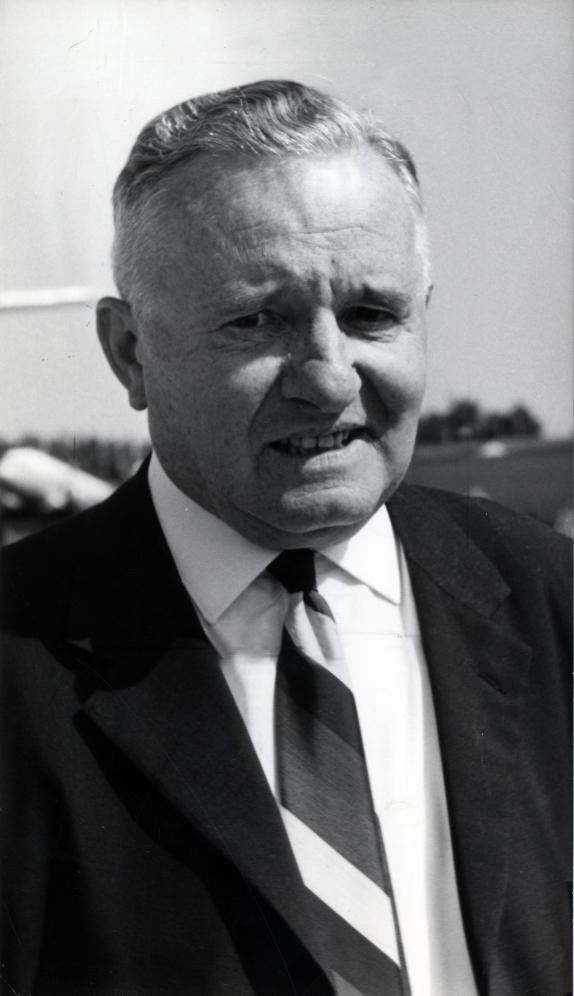
Willem Hendrik van den Berge (1964)

Willem Hendrik van den Berge (* 19. Februar 1905 in Tholen, Provinz Zeeland; † 19. Februar 1987 in Leidschendam, Provinz Südholland) war ein niederländischer Ministerialbeamter und Politiker, der zwischen 1953 und 1956 Staatssekretär im Finanzministerium im zweiten Kabinett Drees sowie erneut von 1959 bis 1965 Staatssekretär im Finanzministerium in den Kabinetten De Quay und Marijnen war.

## Leben
Van den Berge, Sohn eines PTT-Beamten, begann nach dem Besuch der Rijks Hogere Burgerschool in Goes im Juni 1922 eine Berufsausbildung zum Steuerbeamten, die er im Oktober 1925 mit dem Ersten Examen in den Gebieten direkte Steuern, Zollabgaben und Verbrauchssteuern abschloss. Nach einer Tätigkeit als Steuerbeamter war er 1928 bis 1931 Vize-Steuerinspektor im Finanzministerium und als solcher 1929 zeitweise mit der Leitung der Steuerbehörde in Hansweert betraut. In der Folgezeit war er zwischen 1931 und 1941 Steuerinspektor im Finanzministerium und absolvierte während dieser Zeit bis zum 9. September 1939 ein Studium im Fach Recht der Niederlande mit Schwerpunkt Steuerrecht an der Rijksuniversiteit Leiden. Nachdem er von 1944 bis 1945 Steuerdirektor war, fungierte er zwischen 1945 und dem 1. Januar 1950 als kommissarischer Generaldirektor für Steuern im Finanzministerium mit dem Titel Raadadviseur. Am 8. April 1949 schloss er seine Promotion zum Doktor der Rechtswissenschaften an der Gemeentelijke Universiteit Amsterdam mit der Dissertation Beginselen van de belastingheffing ab, in der er sich mit Grundsätzen der Besteuerung befasste. Am 1. Januar 1950 wurde er Generaldirektor für fiskalische Angelegenheiten im Finanzministerium und bekleidete diesen Posten bis zum 1. Februar 1953. Im Juli 1950 wurde ihm das Ritterkreuz des Orden vom Niederländischen Löwen verliehen.
Ministerpräsident Willem Drees berief van den Berge anschließend am 2. Februar 1953 erstmals zum Staatssekretär im Finanzministerium (Staatssecretaris van Financiën) in dessen zweites Kabinett, wo er bis zum 13. Oktober 1956 für fiskalische Angelegenheiten zuständig war. Danach bekleidete er zwischen dem 5. November 1956 und dem 27. Mai 1959 das Amt als Regierungskommissar für Steuern. Für seine Verdienste wurde er am 21. November 1956 zum Kommandeur des Orden von Oranien-Nassau ernannt.
Am 27. Mai 1959 übernahm er im Kabinett von Ministerpräsident Jan de Quay erneut das Amt des Staatssekretärs im Finanzministerium. Dieses Amt übte er vom 24. Juli 1963 bis zum 14. April 1965 im darauf folgenden Kabinett von Ministerpräsident Victor Marijnen aus. Am 24. Mai 1965 wurde van den Berge schließlich zum Mitglied des Raad van State ernannt, ein Verfassungsorgan zur Beratung der Regierung, und gehörte diesem bis zum 1. März 1980 an. Er wurde im Juli 1966 zum Großoffizier des Hausorden von Oranien berufen. Im Februar 1980 wurde er ferner Kommandeur des Orden vom Niederländischen Löwen.

## Veröffentlichung
- Beginselen van de belastingheffing, Dissertation, Universität Amsterdam 1949